# Murdoc
Murdoc est un personnage fictif de la série télévisée MacGyver, antagoniste récurrent, il est souvent considéré comme l'ennemi juré d'Angus MacGyver. Il est incarné par l'acteur Michael Des Barres. Dans la reboot de 2016, le rôle est repris par David Dastmalchian.

## Description
Dennis Murdoc est un assassin infaillible, sauf quand MacGyver lui fait face. Maître du déguisement et imitateur hors pair, il est aussi talentueux dans la création de pièges en tous genres, et semble préférer les armes les plus lourdes, comme les lance-flammes, bazookas et la dynamite. Murdoc signe ses meurtres en prenant en photo ses victimes au moment de leur mort.
Murdoc crie toujours « MacGyver ! » au moment de sa mort présumée, sauf dans l'épisode d'Halloween intitulé Le couloir de la mort (en VO : Halloween Knights), dans la 5e saison, pendant lequel MacGyver et lui sont alliés. Dans ce même épisode, on apprend qu'il a une soeur, Ashton Cooke, qui ignore tout de ses activités et qu'il souffre d'ophiophobie.
Murdoc est associé au HIT (Homicide International Trust), une organisation d'assassins, de laquelle il démissionne après avoir refusé un contrat.

## Biographie fictive

### Série originale
Sa première apparition officielle a lieu à la fin de la deuxième saison, dans l'épisode Associés (en VO : Partners) : elle est présentée comme sa deuxième rencontre avec MacGyver. Murdoc revient se venger de leur premier affrontement, à la surprise de MacGyver puisque Murdoc avait alors apparemment été tué en tentant de s'échapper. La revanche de Murdoc échoue et provoque sa mort, mais seulement en apparence. Cela devient par la suite un schéma récurrent : chaque apparition de Murdoc finit par un accident mortel, auquel il survit invraisemblablement pour revenir dans un autre épisode. 
Lors de sa dernière apparition, dans un épisode de la saison 7 (Obsession), Murdoc est nommé général dans une dictature centre-américaine où il aide l'ex-dictateur à essayer de reprendre le pouvoir et cherche à éliminer MacGyver. Une nouvelle fois, il semble mourir dans l'explosion de sa jeep. Mais à la fin de l'épisode, MacGyver reçoit un coup de téléphone et l'on entend le rire de Murdoc ce qui nous laisse comprendre qu'il est encore en vie.

### Version alternative
Un homme est engagé par Nikki Carpenter pour tuer MacGyver. C'est un tueur à gages dont la véritable identité est inconnue, Murdoc étant le nom d'une de ses victimes, qui officie sous diverses identités,. Il signe ses meurtres en envoyant un message à ses victimes juste avant de les tuer.

## Commentaire
Lors de la première saison de MacGyver, on peut déjà faire la connaissance d'un personnage très similaire, dont l'identité est plutôt vague, connu sous le nom de « Piedra », dans l'épisode final, Assassin sous contrat (en VO : The Assassin). Ce personnage, interprété par l'acteur Anthony De Longis, en plus d'afficher une certaine ressemblance avec Michael Des Barres, est aussi présenté comme un assassin imparable, expert en déguisements, en armes blanches et en explosifs. Une comparaison est d'ailleurs faite entre lui et MacGyver, quant à savoir lequel des deux est « le meilleur ». On peut aisément voir dans Piedra un ersatz de ce que sera plus tard le personnage de Murdoc.

## Mort
Murdoc a cette capacité à toujours laisser penser qu'il a des accidents fatals. Voici ses différentes "morts" :
- se trouve piégé dans la démolition d'un immeuble (épisode 2x18).
- subit l'explosion d'un camion (épisode 2x18).
- fait une chute de plusieurs centaines de mètres du haut d'une falaise (épisode 3x08).
- finit noyé au fond d'une piscine après avoir subi une forte décharge électrique (épisode 4x09).
- subit l'effondrement d'un bâtiment après avoir pris une balle en haut de la poitrine (épisode 5x06).
- est entraîné dans la chute de plusieurs dizaines de mètres d'un monte-charge dans une mine désaffectée (épisode 6x19).
- tombe d'une falaise au volant d'une Jeep, qui finit embrasée (épisode 7x03).

## Épisodes

### MacGyver(1985-1992)
Murdoc apparaît en personne, ou en flashback, dans les épisodes suivants :
- épisode 2x18 : Associés (Partners)
- épisode 3x08 : Un accident en haute montagne (The Widowmaker)
- épisode 4x09 : Cléo Rocks (Cleo Rocks)
- épisode 4x19 : Jeu de piste mortel (Unfinished business) (flashback de MacGyver avec Jack)
- épisode 5x06 : Le couloir de la mort (Halloween knights)
- épisode 5x12 : Sérénité (Serenity)
- épisode 6x19 : Le retour de Murdoc (Strictly business)
- épisode 6x21 : Souvenirs (Hind-sight) (flashback de MacGyver avec Pete)
- épisode 7x03 : Obsession (Obsessed)

### MacGyver(2016-)
- épisode 1x08 : La Cible (Corkscrew)
- épisode 1x12 : La Taupe (Screwdriver)
- épisode 1x20 : MacMurdoc (Hole Puncher)
- épisode 1x21 : Superstition (Cigar Cutter)
- épisode 2x04 : Insaisissable (X-Ray + Penny)
- épisode 2x11 : Pris Au Piège (Bullet + Pen)
- épisode 2x15 : Mon Meilleur Ennemi (Murdoc + Handcuff)
- épisode 3x01 : Sur le fil du rasoir (Improvise)
- épisode 3x06 : Pour le meilleur et pour le pire (Murdoc + MacGyver + Murdoc)
- épisode 3x18 : Les Virtuoses (Murdoc + Helman + Hit)